# Муедзин
Муедзи́н, муеззи́н (араб. مؤذن), також азанчі́, муна́ді, біля́л — у мусульман: служитель при мечеті, який з мінарету в певний час закликає віруючих до молитви, читаючи азан. Згідно з ісламським переданням, перший муедзин (абісинець Біляль) був призначений самим пророком Мухаммадом.

## Історія походження

Жан-Леон Жером. Муедзин закликає віруючих на молитву з мінарету (1879)

Про походження призову на молитву (азан або ніда) існує кілька версій. Згідно з однією, традиція призову на молитву виникла ще до переселення Мухаммада до Медіни (хіджра). Згідно з іншою - після переселення, приблизно в другому році хіджри. Очевидно, що Мухаммад ввів ритуал «азана» за аналогією з дзвоном у християн і звуком труби в юдеїв. Перший муедзин, абісинець Біляль ібн Рібах, спочатку зазивав людей на молитву на вулицях, і лише через деякий час для цього стали використовувати найвищу точку в місті. Існували й регіональні способи призову: у Фесі (Марокко) на мінареті чіпляли прапор, а в темний час - запалювали лампу. В Індонезії в ряді мечетей початок молитви анонсується звуками ґонґу (вплив буддизму).
Історики вважають, що в арабських племенах ще до ісламу існував звичай видавати особливий крик, наприклад, для збору членів племені на військову раду. Це доручалося людині, яку називали мунаді або муаззін. Дієслово азана арабською означає "кричати на публіці».
З самого початку муедзин розглядався як помічник імама. Халіф Умар (634-644) відправив на допомогу наміснику Куфи людину як «муедзина й візира». Тоді ж виробився ритуал, коли муедзин спочатку закликав правовірних на вулиці, а потім відправлявся до правителя, вітав його і запрошував на молитву. Повернувшись в мечеть, муедзин оголошував про початок намазу. Текст азана в той період був дуже коротким. Згодом він використовувався лише в надзвичайних випадках. Після того, як виробився архітектурний тип мечеті і з'явився мінарет, азан стали здійснювати безпосередньо з балкона мінарету. Це відбулося при омейадському халіфі Абд аль-Малікі (685-705). Арабський мандрівник Ібн Батута (1304-1077) розповідав, що в Хорезмі в обов'язки муедзина входило виганяти правовірних зі своїх будинків на намаз.
З роками виробилися вимоги до професійного муедзина: він повинен був володіти потужним, але приємним голосом, який повинні були чути всі жителі даної місцевості. Мелодійному виголошенню слів азана навчали тих дітей, які виявляли здібності до співу. Іноді функції муедзина переходили в спадок. Сім'ї, в яких були сліпі хлопчики, бачили в кар'єрі муедзина можливість для своїх дітей отримати джерело їжі, так як муедзин вважався службовцем мечеті з певною зарплатою. Крім того, піднімаючись на мінарет, сліпий муедзин не бачив того, що відбувається у дворах та будинках жителів і, зокрема, жінок.
У деяких великих мечетях виникла традиція хорової рецитації азана. Крім азана, муедзини стали виконувати спеціальні славослів'я, наприклад, вимовляли «прекрасні імена Аллаха». Іноді обов'язки муедзина покладали на астронома, який повинен був засвідчувати правильність кібли (направлення на молитву) при будівництві мечеті, а також розраховувати час намазу.